# Akropolis (jeu)
Akropolis  est un jeu de société de Jules Messaud sorti en 2022 et édité par Gigamic. Il remporte l'As d'or du jeu de l'année en 2023.

## Présentation
Akropolis est un jeu de pose de tuiles dans lequel les joueurs vont chacun bâtir une cité grecque à l'aide de tuiles de 5 types différents : ces types de tuiles ont chacun une manière de donner des points de victoire:
- les habitations (tuiles bleues) : seules les habitations faisant partie du plus grand groupe d'habitations sont comptabilisées
- les marchés (tuiles jaunes) : ils ne doivent pas être adjacent à un autre marché
- les casernes (tuiles rouges) : elles doivent se trouver en périphérie de la cité du joueur.
- les temples (tuiles violettes) : ils doivent être complétement entourés
- les jardins (tuiles vertes) : ils n'ont pas de contrainte de placement

Le joueur qui possèdent le plus de point de victoire à la fin de la partie l'emporte.

## Récompenses
| Année | Cérémonie | Catégorie      | État       | Références |
| ----- | --------- | -------------- | ---------- | ---------- |
| 2023  | As d'or   | Jeu de l'année | Récompensé | [ 2 ]      |